# Kantharos

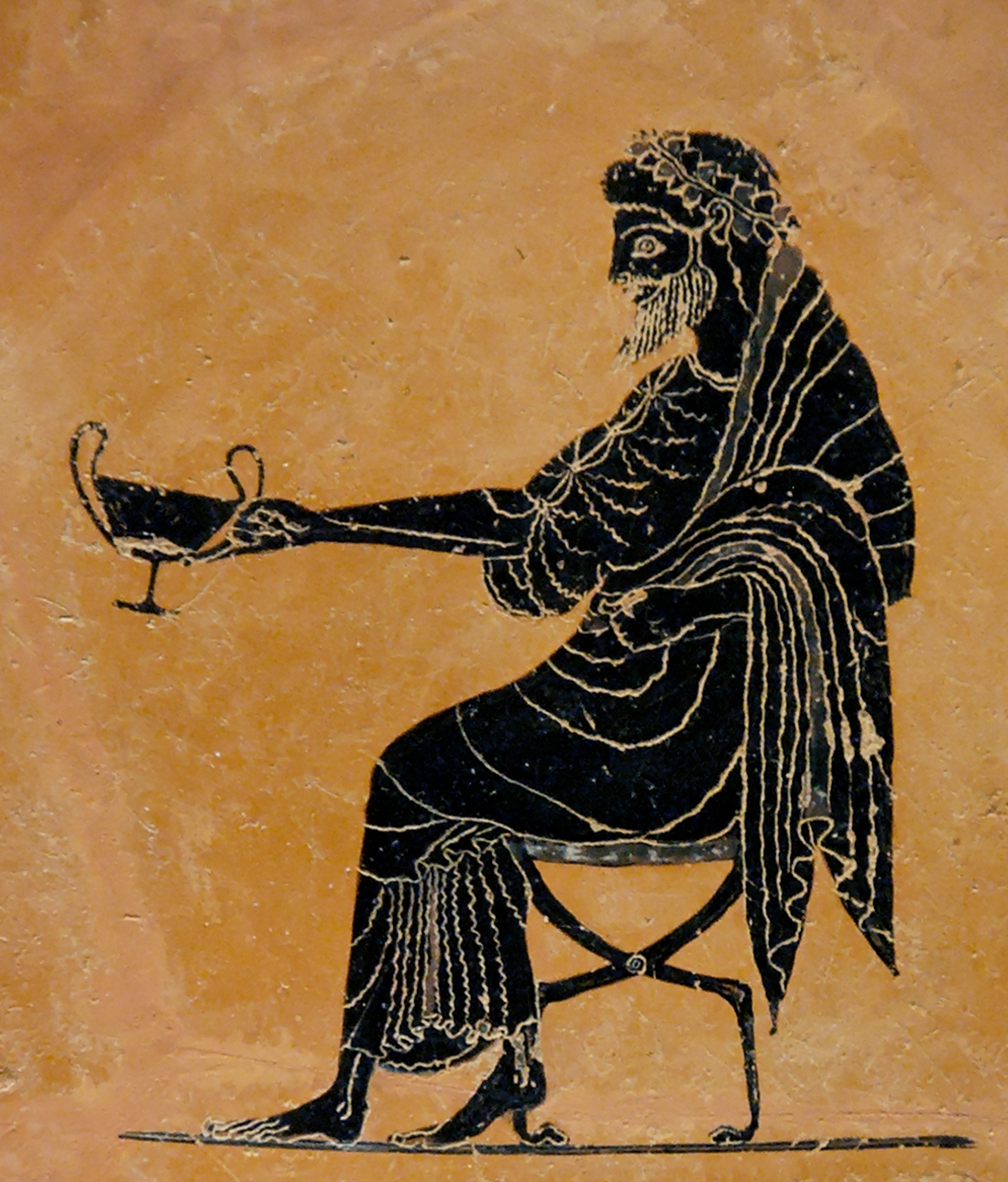
Il kántharos associato a una raffigurazione di Dioniso

Il cantaro o kántharos (pl. kántharoi) (in greco antico: κάνθαρος?; in latino cantharus), era una coppa per bere diffusa in ambito greco ed etrusco.

## Descrizione
Il termine deriva da fonti antiche le quali tuttavia non permettono di individuare con certezza a quale forma venisse attribuito; Ateneo di Naucrati (11.473d) ne ricorda il piede ampio e lo stelo sottile. Per convenzione in età moderna si applica ad una coppa che, nella sua forma più tipica e diffusa, è caratterizzata da due alte anse verticali, che si estendono in altezza oltre l'orlo incurvandosi verso di esso, un invaso profondo, leggermente distinto in una parte superiore e una inferiore, quest'ultima distinta dallo stelo da una modanatura ad anello, con un diametro che mediamente misura tra i 10 e i 15 cm. È ricorrente nelle rappresentazioni vascolari, e spesso come attributo di Dioniso.
Negli esemplari di età protogeometrica le anse sono basse e si alzano a partire dal periodo geometrico; durante il protoattico si diffonde una versione con corpo più stretto e orlo più alto. Il kantharos era particolarmente diffuso nella ceramica etrusca in bucchero dalla fine del VII secolo a.C., dove vengono enfatizzati l'orlo e il piede; questa versione, che corrisponde alla forma tipica, si diffonde nel VI secolo a.C. in Attica e in Beozia. L'ultima evoluzione del kantharos è quella che si trova nella ceramica apula a figure rosse e nella ceramica greca a vernice nera del IV e III secolo a.C.
Parallelamente alla forma principale si sviluppano altre tipologie con anse che si mantengono all'altezza dell'orlo, pareti concave, piede basso, con o senza stelo, profilo continuo, o assenza di orlo, con una sola ansa; non mancano i kantharoi plastici, con protomi umane e gianiformi.
Fu usato, insieme ad altre forme, come lampada pensile nelle chiese in epoca medievale.

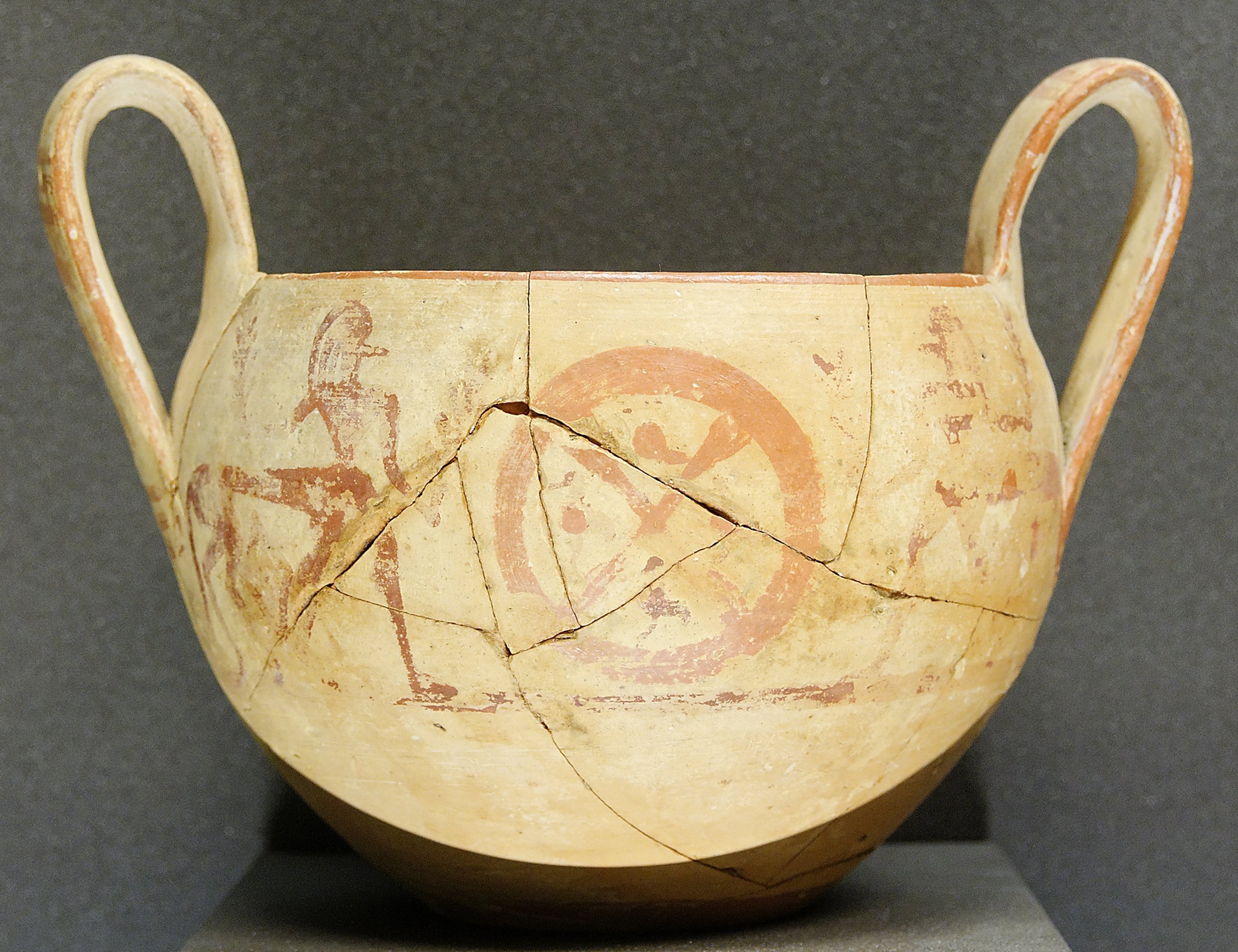
Kantharos attico, (dalla Beozia), ca. 715–700 a.C. (periodo tardo geometrico). Louvre, CA1987.
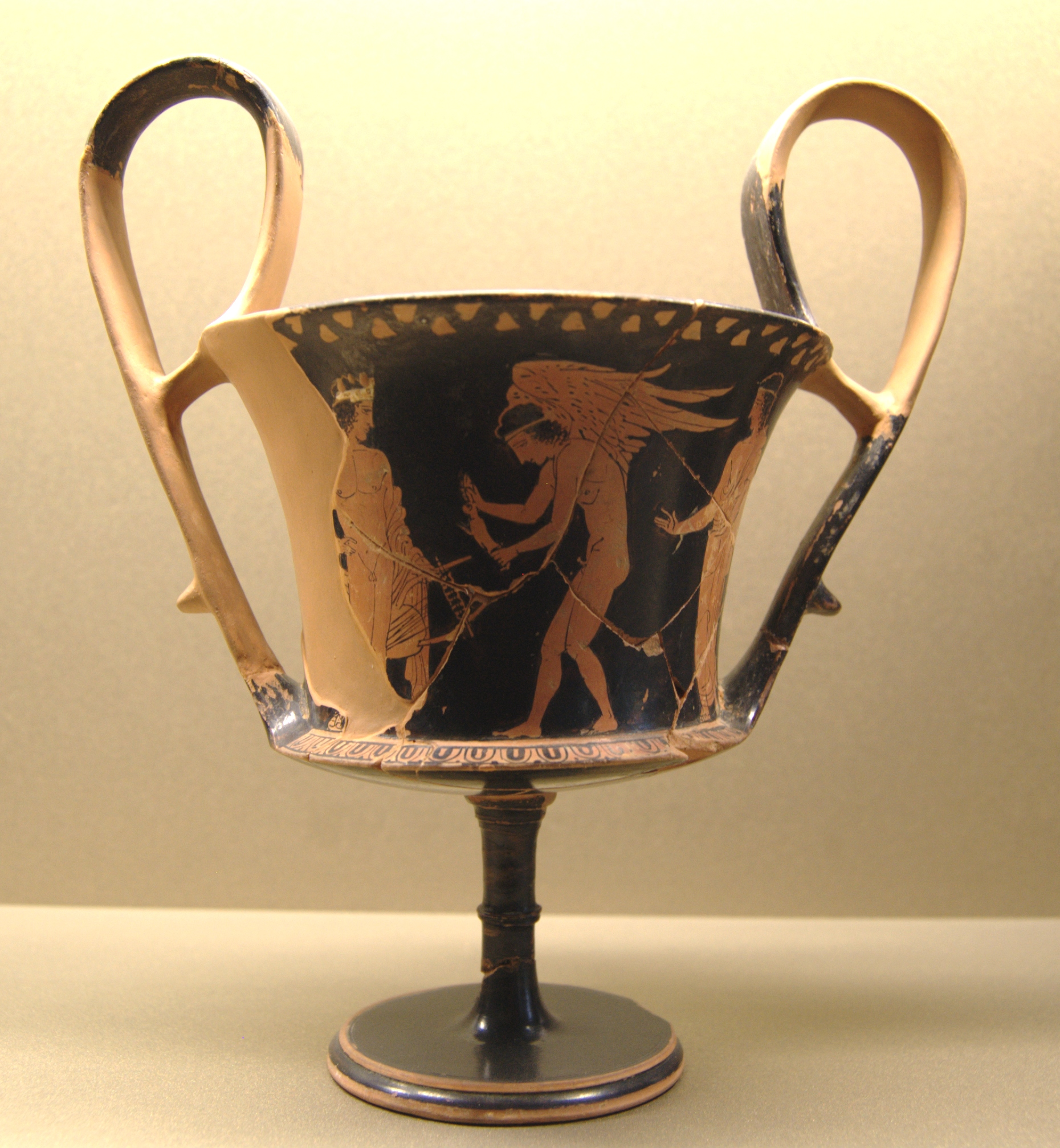
Kantharos a figure rosse del Pittore di Shuvalov, seconda metà del V secolo a.C. Louvre CA1587.
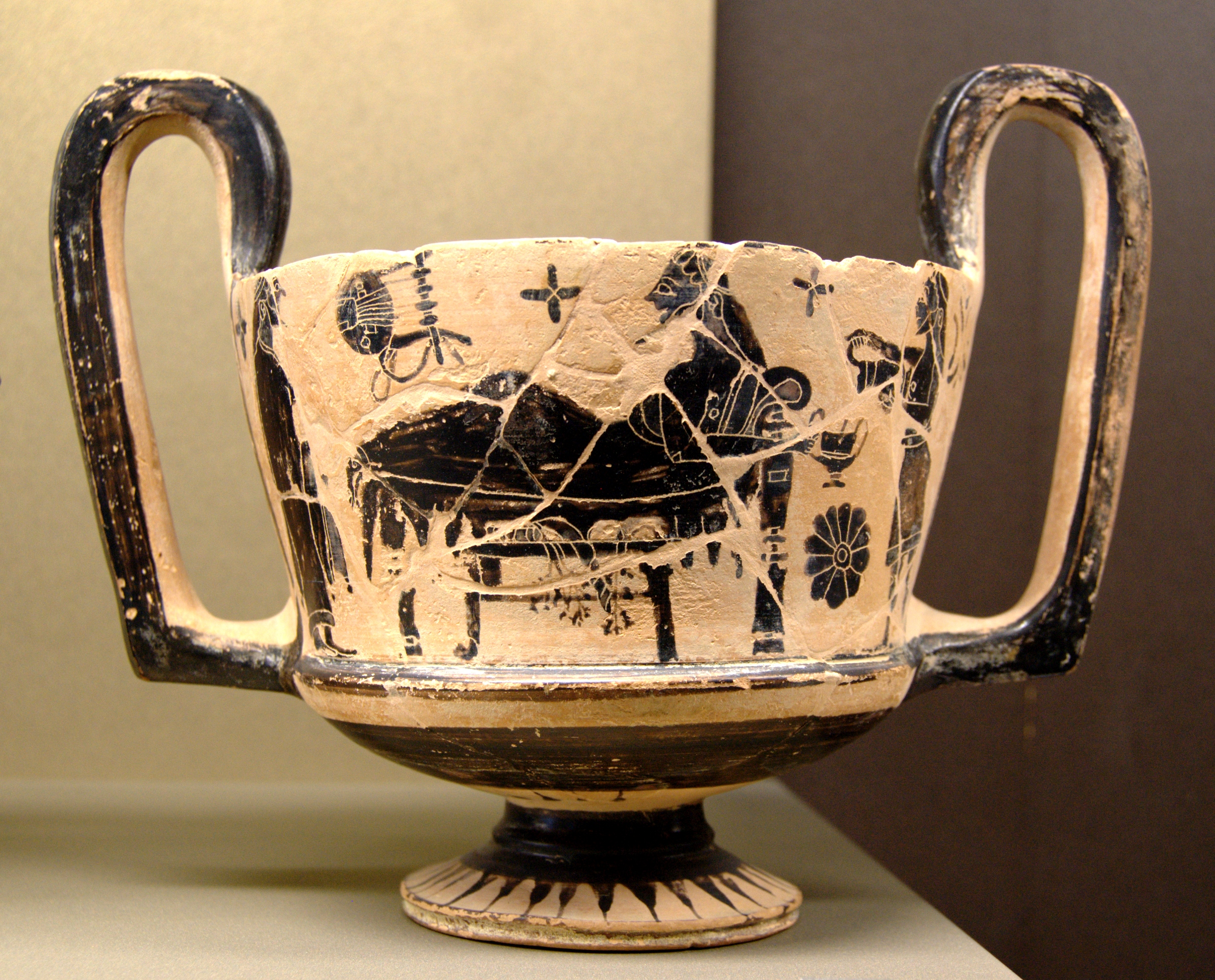
Kantharos a figure nere (dalla Beozia) ca. 560 a.C. Louvre, MNE1172.
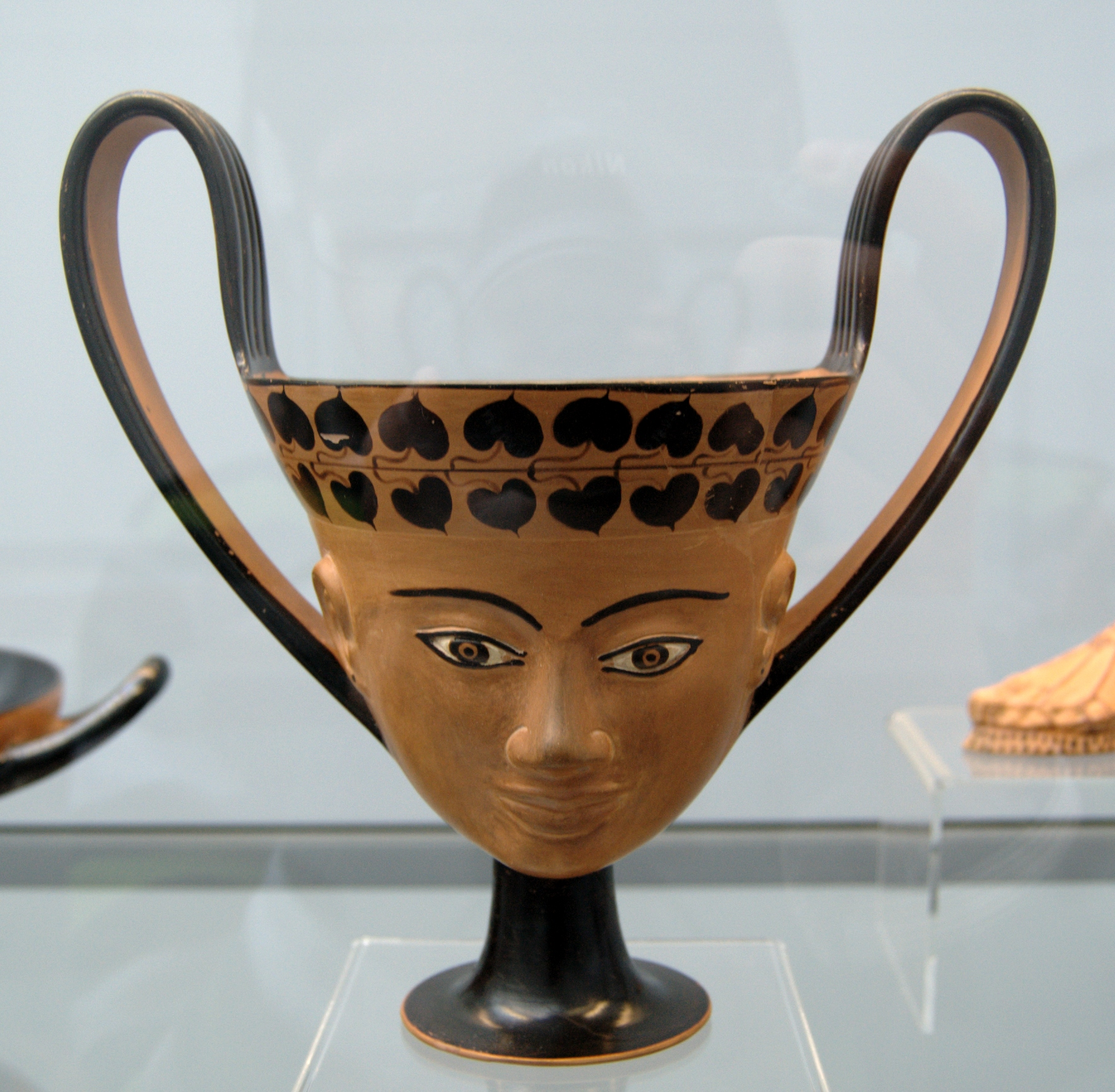
Kantharos plastico gianiforme.